# Brouwerij Neyt

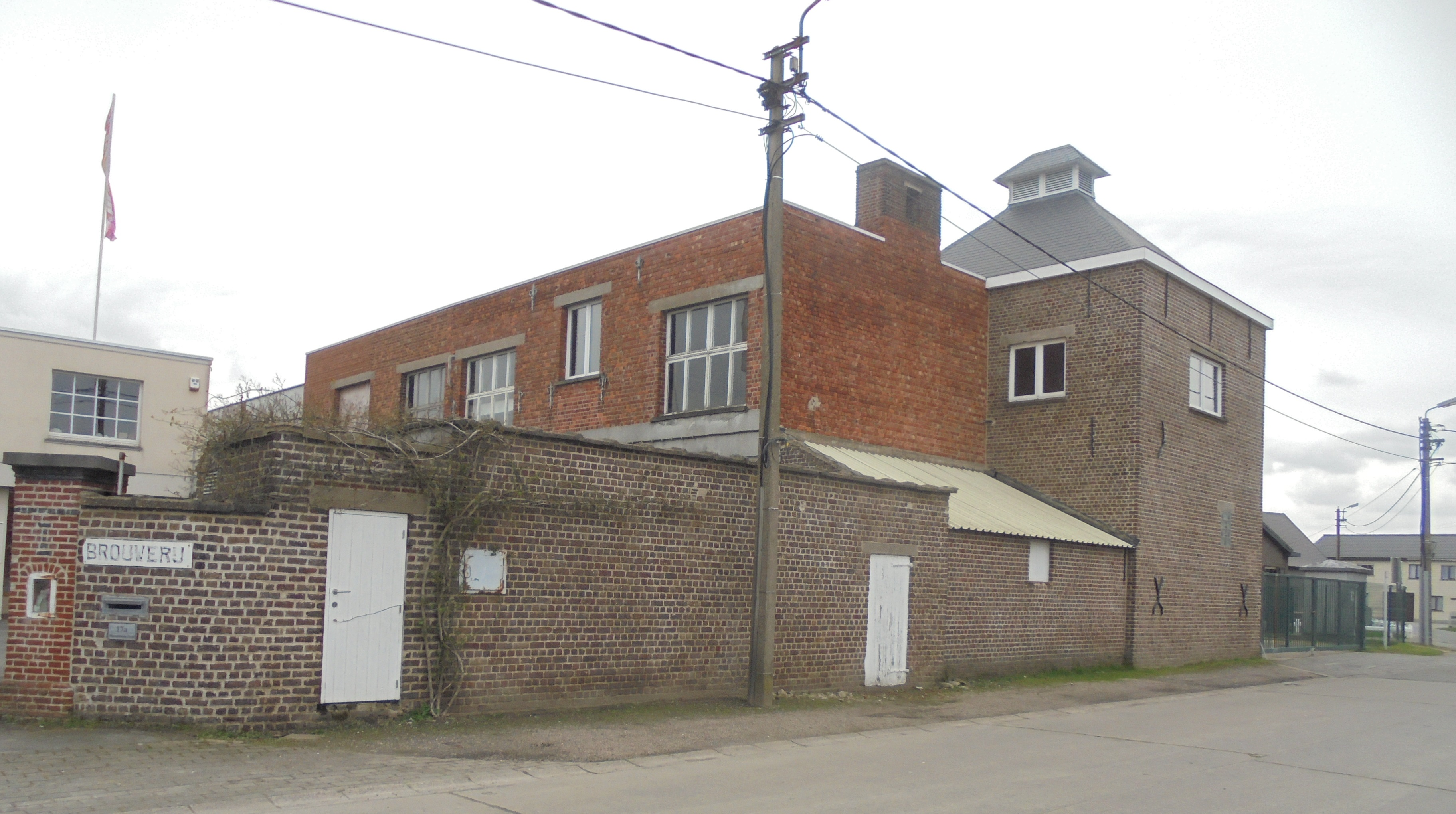
De voormalige Brouwerij Neyt.

Brouwerij Neyt is een voormalige brouwerij gelegen in de Molenhoek 15 te Evergem en was actief van 1908 tot 1993.

## Geschiedenis
De brouwerij werd opgericht in 1908 en brouwde bier in tonnen van hoge gisting. Na 1935 werden ook bieren met lage gisting gebrouwen. Na de oorlog werd de brouwerij sterk gemoderniseerd. 
De brouwerij werd in 1993 overgenomen door Brouwerij Van Steenberge uit Ertvelde. Hierna werd door de zonen een drankcentrale gestart.
Het typerend bakstenen brouwerijgebouw en koeltorentje werden op de lijst van onroerend erfgoed geplaatst.